# Palaja
Palaja [palaʒa] (okzitanisch: Palajan) ist eine französische Gemeinde mit 2.692 Einwohnern (Stand: 1. Januar 2022) im Département Aude. Sie gehört zum Gemeindeverband Carcassonne Agglo, zum Arrondissement Carcassonne und zum Kanton Carcassonne-2. Die Einwohner werden Palajanais genannt.

## Geographie
Palaja liegt etwa sechs Kilometer südlich des Stadtzentrums von Carcassonne. Die Ortschaft selbst liegt am kleinen Fluss Fount Guihen, der Bazalac begrenzt die Gemeinde im Osten. Umgeben wird Palaja von den Nachbargemeinden Carcassonne im Norden, Montirat im Osten, Mas-des-Cours im Südosten, Villefloure im Süden, Leuc im Südwesten, Cavanac im Westen sowie Cazilhac im Westen und Nordwesten. 
Am Nordrand der Gemeinde führt die Autoroute A61 entlang.

## Bevölkerungsentwicklung
| Jahr                       | 1968 | 1975 | 1982 | 1990 | 1999 | 2006 | 2019 |
| Einwohner                  | 288  | 269  | 1017 | 1503 | 1851 | 2128 | 2398 |
| Quellen: Cassini und INSEE |      |      |      |      |      |      |      |

## Sehenswürdigkeiten
- Kirche Saint-Étienne, seit 1961 Monument historique
- Turm von Cazaban, seit 1953 Monument historique
- Alter Töpferofen, seit 1963 Monument historique

## Wirtschaft
Hier wird vor allem Wein der Appellation Cité de Carcassonne produziert.